# Nejvyšší kuchmistr
Nejvyšší kuchmistr, zřídka nejvyšší mistr kuchyně (německy Oberst-Küchenmeister, Obristküchenmeister kdysi také Oberst-Kuchelmeister) byl dvorský úřad, který měl na starost stravování na dvoře panovníka. Byl zodpovědný za kuchyni a prostírání. Později se jednalo o čestný úřad a často dědičný.

## České království
Úřad dědičného kuchmistra (Erbküchenmeister im Königreich Böhmen) udělil císař Karel VI. rodu hrabat Wratislavů z Mitrowicz 26. července 1723 nebo už 17. prosince 1711, a sice seniorovi (hlavě) rodu. V roce 1711 byl kuchmistr šestým z deseti dědičných dvorských úřadů. Odznakem úřadu byla hůl. Během korunovačního obřadu nesl dědičný kuchmistr postříbřený bochník chleba jako připomínku eucharistické oběti. Bochník pak položil na oltář. Na korunovační hostině přednesl králi menu (1836).
- Václav Karel ze Svárova (1473)[11]
- 1723 (26. 7.)[5] – 1727 Václav Ignác Wratislav z Mitrowicz[5][12] (1645 – 14. 5. 1727)
  - úřad zastával při korunovaci Karla VI. v roce 1723, při korunovační hostině držil ve Vladislavském sále v ruce jídelní lístek s instrukcemi, kde se jaký pokrm na stole nachází.[13]
- 1727–1750 František Karel Wratislav z Mitrowicz[14] (8. 9. 1680 – 23. 4. 1750 Jince), syn předchozího
  - úřad zastával při korunovaci Marie Terezie v roce 1743
- ?–1788 František de Paula Adam Wratislav z Mitrowicz (?) (23. 5. 1732 – 19. 7. 1788 Praha), synovec předchozího
- ?–1794 Vincenc Ignác Vratislav z Mitrovic (13. 1. 1724 Lochovice – 8. 10. 1794 Praha)
  - při korunovaci Leopolda II. v roce 1791
  -  ? při korunovaci Františka II. v roce 1792
- 1794–1812 František Adam Wratislav z Mitrowicz (?) (křest 25. 9. 1759 Praha – 23. 2. 1812 Stádlec)
- 1812–1827 Gustav Wratislav z Mitrowicz (?) (1795 – 22. 12. 1827)
- 1827–1858 František Adam Wratislav z Mitrowicz[7][15] (3. 5. 1823 Dírná – 12. 12. 1858 Krnsko)
  - Josef Xaver Vratislav z Mitrovic (3. 1. 1818 Votice – 9. 10. 1869 Vídeň) vykonával úřad při korunovaci Ferdinanda V. v roce 1836[2] jako zástupce, protože František Adam byl mlád
- 1858–1897 Eugen František Wratislav z Mitrowicz[16] (17. 6. 1855 Krnsko – 22. 6. 1897 Merano)
- 1897–1918/1966 Josef Oswald Wratislav z Mitrowicz[17] (21. 5. 1883 Dírná – 5. 6. 1966 Dírná), syn předchozího

## Svatá říše římská
Titul dědičného říšského kuchmistra drželi od roku 1202 páni z Nordenbergu.

## Seznam nejvyšších císařských kuchmistrů
Úřad nejvyššího kuchmistra (Oberstküchenmeister) zastávali:
- ?–? Kryštof Leisser (1567 – 29. 5. 1648 Vídeň)[18]
- ?–? František Arnošt z Mollartu († mezi 21. 2. a 13. 3. 1669),[19] také nejvyšší císařský komorník nad stříbrem[19]
- ?–? Arnošt Petr Ludvík z Mollartu (22. 8. 1642 (?) – 5. 12. 1686),[19] také nejvyšší císařský komorník nad stříbrem[19]
- ?–? (určitě před 1709) Josef Ignác Paar (30.[20] nebo 31. 5. 1660 Vídeň – 20.[20] nebo 22. 12. 1735 Vídeň)
- ?–? Ferdinand Arnošt z Mollartu (28. 1. 1660 Vídeň – 7. 8. 1716 Vídeň)[21]
- ?–? Felix Arnošt (Jan Felix Arnošt) z Mollartu (Mollart zu Gumpendorf; 18. 10. 1673 – 11. 5. 1741)[22][19]
  - na pražské korunovační hostině Karla VI. v roce 1723 osobně servíroval ve Vladislavském sále panovníkovi pokrmy[13]
- 1794–1827 Jáchym Egon z Fürstenbergu
- ?–? (určitě 1827, 1834, 1835, 1837, 1840) Josef z Fürstenbergu
- ?–? (určitě 1843) Evžen Czernin z Chudenic
- 1846 neobsazen
- ?–? (určitě 1848) Karel Michal Lanckoroński-Brzezie (16. 11. 1799 Vídeň – 16. 5. 1863 Vídeň)
- 1863–1869 Josef Xaver hrabě Vratislav z Mitrovic[23] (3. 1. 1818 – 9.10. 1869)
- 1870[24]–1885 Volfgang hrabě Kinský (19. 1. 1836 Vídeň – 14. 12. 1885 Merano)
- 1886–1897 Jindřich hrabě Wolkenstein-Trostburg (1841–1897)[25]
- 1897–1916 August hrabě Bellegarde (26. 5 . 1858 Hacking – 24. 2. 1929 Velké Heraltice)[26]
- 1916–1918 Karel hrabě z Rumerskirchu[27] (19. 11. 1867 Vídeň – 24. 5. 1947 Kitzbühel)

## Seznam nejvyšších kuchmistrů císařoven
- Amálie Vilemína Brunšvicko-Lüneburská (1673–1742), císařovna 1705–1711, poté císařovna vdova
  -  ?–? Jan Ondřej František z Lengheimu (7. 2. 1684 Štýrský Hradec – 27. 12. 1760 Štýrský Hradec)[28]

## Rakouské země

### Horní a Dolní Rakousy
Úřad kuchmistra byl pro Horní a Dolní Rakousy zřízen v roce 1651. Získali ho svobodní páni Hegemüllerové (Hegenmüllerové) z Dubenweileru. Protože však zcela zchudli, úřad v roce 1788 složili. Ještě téhož roku byl úřad jako léno udělen svobodný pánům ze Stiebaru. Rod však v roce 1874 vymřel po meči a úřad poté už nebyl do konce monarchie obsazen.
Před slavnostní hostinou u příležitosti holdování stavů podával panovníkovi jídelníček.
- ?–? Václav Hegenmüller Dubenweileru na Albrechtsbergu[31][pozn. 3]
- ?–1752 Jan Josef František Hegenmüller z Dubenweileru († 22. 3. 1752)[18]
- 1788 (?)–? Jan Josef ze Stiebaru na Buttenheimu,[29] hrabě od roku 1795[pozn. 4][pozn. 5][pozn. 6]
- ?–1824 Kryštof ze Stiebaru[29][35] (30. 6. 1753 Wiesenreith – 26. 11. 1824 Krems), bratr předchozího
- 1824–1868 Jan Nepomuk ze Stiebaru[29][36] (22. 11. 1784 – 3. 8. 1868), syn předchozího
- 1868–1874 Bedřich ze Stiebaru[37] (20. 9. 1813 Linec – 30. 1. 1874 Linec), syn předchozího
- 1874–1918 neobsazeno

### Štýrsko
Titul nejprve drželi páni z Emmerbergu. Po jejich vymření udělil arcivévoda Karel II. Štýrský úřad nejvyššího dědičného zemského kuchmistra ve Štýrském vévodství (Oberst-Erbland-Küchenmeister des Herzogtums Steiermark / im Herzogtum Steiermark) rodu pozdějších hrabat z Wurmbrandu. To bylo potvrzeno listinou vydanou 8. ledna 1578 v Brucku an der Mur. Úřad drželi až do roku 1848.
- 1578 (8. 1.) – 1854 Matyáš Wurmbrand[40] (1521 – 19. 4. 1584)
- a zároveň Jeroným (Hieronymus),[40] potomci Bedřicha Wurmbranda zu Stuppach a Kateřiny z Emmerbergu
- 1584–1597 Ehrenreich (Hieronymus) (1542–1597)
- ?–1750 Jan Josef Vilém z Wurmbrand-Stuppachu[41][42] (1670 – 17. 12. 1750)
  - při holdování Karlu VI. v roce 1728[43]
- ?–1768 František Karel z Wurmbrand-Stuppachu († 12. 9. 1768)[44][pozn. 7]
- ?–1791 Gundakar Tomáš z Wurmbrand-Stuppachu[45][46] (30. 12. 1730 Vídeň – 10. 5. 1791 Štýrský Hradec) z rakouské linie[pozn. 8]
- ?–1801 František Josef z Wurmbrand-Stuppachu[47] (9. 6. 1753 Štýrský Hradec – 1. 6. 1801 Štýrský Hradec)
- ?–?  (určitě 1834) Jindřich Gundakar z Wurmbrand-Stuppachu

### Korutany
Po vymření rodu Raidhauptů přenesl císař Leopold I. dědičný úřad nejvyššího dědičného zemského kuchmistra v Korutanském vévodství (Oberst-Erbland-Küchenmeister in Kärnten / des Herzogtums Kärnten) v roce 1670 na jim příbuzný rod svobodných pánů Schranzů ze Schranzeneggu. Od roku 1735 zastával úřad rod hrabat ze Seilernu.
- ?–? Hans Raidhaupt zu Rosenberg u. Aich († 1600)[51]
- ?–? Jiří Seyfried Raidhaupt[52]
- ?–? Wolf Dietrich Raidhaupt, poslední mužský příslušník rodu[48]
- 1670 (8. 12.)[48] – 1680? František Filibert Schranz ze Schranzeneggu († 22. 3. 1680 Lind, Horní Štýrsko)
- ?– 1721? Franz Gottfried Schranz ze Schranzeneggu (4. 8. 1655 Lind–  24. 4. 1721 Lind)[51]
- 1735–1751 (8. 6.) Jan Bedřich II. ze Seilern-Aspangu[50][28] (1676 – 8. 6. 1751), říšský a český hrabě, také dědičný zemský poštmistr vévodství Mantova[28]
- 1751–1801 Kristián August ze Seilern-Aspangu[53] (22. 4. 1717 – 15. 11. 1801 Vídeň), syn předchozího
- 1801–1838 Josef Jan ze Seilern-Aspangu[54] (25. 8. 1752 – 26. 3. 1838), syn předchozího
  -  ? (1857) Jan ze Seilern-Aspangu[55]
- 1838–1861 Josef August ze Seilern-Aspangu[49] (22. 6. 1793 – 19. 3. 1861 Vídeň), synovec předchozího
- 1861–1868 Josef Maria (Josef František) ze Seilern-Aspangu[56] (14 9. 1823 Vídeň – 18. 6. 1868 Štýrský Hradec), syn předchozího
- 1868–1918 František Josef Maria ze Seilern-Aspangu[57] (10 9. 1859 Štýrský Hradec – 23. 1. 1919), syn předchozího

### Kraňsko a vindická marka
V roce 1784 byl dědičný úřad (Obersterblandküchenmeister in Krain und der Windischen Mark) udělen rod svobodných pánů z Wolkenspergu. Zastávali ho i v roce 1848.
- 1784 (19. 10.)[58] – 1803? František Seraficus Rudolf z Wolkenspergu (17. 4. 1725 Lublaň – 12. 7. 1803 Lublaň)[58]
- ?–1832? František Josef z Wolkenspergu (11. 6. 1756 Lulaň – 4. 8. 1832 Burgstall bei Bischoflack)[60][61]
- ?– 1902? August Jan Nepomuk z Wolkenspergu (1. 7. 1821 Burgstall – 29. 6. 1902 Burgstall)[61]

### Tyrolsko
V roce 1848 zastával úřad rod hrabat z Welspergu.
- ?–1907 Jindřich Karel z Welspergu (15. 7. 1850 Primör – 22. 2. 1907 Nieder-Rasen),[62] také Obersterblandstabel v Tyrolsku, poslední mužský příslušník rodu[62]

### Gorice a Gradiška
V roce 1848 zastával úřad nejvyššího kuchmistra v okněžněném hrabství Gorice a Gradiška (in der Gefürsteten Grafschaft Görz und Gradisca) rod hrabat z Breuneru.
- 1762 (16. 1.)[63] – ? František de Paula Raimund z Vilana-Perlas († 11. 2. 1773 Vídeň nebo Temešvár),[64] jmenován Marií Terezií, také nejvyšší dědičný komoří nad stříbrem ve Štýrsku
- ?–? Karel z Vilana-Perlas[65] (16. 7. 1733 – ?)[zdroj?] nebo (29. 1. 1737 Vídeň – 1. 8. 1803 Vídeň),[64] také nejvyšší dědičný komoří nad stříbrem ve Štýrsku